# Port scanning
Con port scanning, in informatica, si indica una tecnica progettata per sondare un server o un host al fine di stabilire quali porte siano in ascolto sulla macchina. Questa tecnica è spesso utilizzata dagli amministratori per verificare le politiche di sicurezza delle loro reti, e dagli hacker per identificare i servizi in esecuzione su un host e sfruttarne le vulnerabilità.
Un port scan o portscan è un processo che invia le richieste dei client a un intervallo di indirizzi di porte su un host, con l'obiettivo di trovare una porta aperta.; elaborando le risposte è possibile stabilire (anche con precisione) quali servizi di rete siano attivi su quel computer: una porta si dice "in ascolto" ("listening") o "aperta" o attiva quando vi è un servizio, programma o processo che la usa. Viene utilizzato soprattutto per determinare quali siano i servizi disponibili su un computer, piuttosto che essere sfruttato per un attacco.
Con il termine portsweep si intende l'esecuzione di una scansione di più host per una specifica porta di ascolto. È in genere utilizzato per la ricerca di un determinato servizio, per esempio, un SQL-based worm può cercare host in ascolto sulla porta TCP 1433.

## Conoscenze di base TCP/IP
La progettazione ed il funzionamento di Internet si basa su una suite di protocolli internet, comunemente chiamato TCP/IP. In questo sistema gli hosts e i servizi di host utilizzano due componenti: un indirizzo e un numero di porta. Esistono 65536 numeri di porta distinti e utilizzabili. Molti servizi utilizzano una gamma limitata di numeri.
Alcuni port scan scansionano solo i numeri di porta più comuni, o porte più comuni associate a servizi vulnerabili, su un determinato host.
Il risultato della scansione di una porta rientra solitamente in una delle seguenti categorie:
- aperta (accepted): l'host ha inviato una risposta indicando che un servizio è in ascolto su quella porta,
- chiusa (denied): l'host ha inviato una risposta indicando che le connessioni alla porta saranno rifiutate (ICMP port-unreachable),
- bloccata/filtrata (dropped/filtered): non c'è stata alcuna risposta dall'host, quindi è probabile la presenza di un firewall o di un ostacolo di rete in grado di bloccare l'accesso alla porta impedendo di individuarne lo stato.

Le porte aperte presentano due tipi di vulnerabilità alle quali gli amministratori devono prestare attenzione:
- la sicurezza e la stabilità devono essere implementate dal programma responsabile di fornire il servizio - open ports
- la sicurezza e la stabilità sono associate al sistema operativo che gira sull'host - open/closed ports

Di norma le porte filtrate tendono a non essere vulnerabili.

## Premessa
Tutte le forme di port scanning si basano sul presupposto che l'host mirato è conforme a RFC 793 - Transmission Control Protocol. Nonostante sia presente quasi sempre, c'è anche la possibilità che un host remoto possa spedire strani pacchetti o addirittura generare falsi positivi quando lo stack TCP/IP dell'host non è RFC (RFC-compliant) oppure se è stato alterato. Ciò spesso accade per le tecniche di scansione meno comuni che dipendono dal sistema operativo, come il FIN scanning.

## Tipologie

### TCP connect scan
I più semplici port scanning utilizzano funzioni di rete del sistema operativo e normalmente sono impiegati quando non è possibile effettuare una scansione SYN scan (descritto di seguito).
Nmap chiama questa modalità connect scan, dal nome della chiamata di sistema Unix connect(), utilizzata per aprire una connessione ad ogni porta interessante sulla macchina di destinazione. Se una porta è aperta, il sistema operativo completa il three-way handshake (connessione TCP affidabile tra due host), e il port scan chiude immediatamente la connessione per evitare l'esecuzione di un attacco Denial of Service. In caso contrario viene restituito un codice di errore.
Questa modalità di scansione ha il vantaggio che l'utente non deve avere privilegi particolari. Tuttavia, utilizzando le funzioni di rete del sistema operativo, impedisce il controllo di basso livello, per cui questo tipo di scansione è poco comune.
Questo metodo è “rumoroso”, in particolare se si tratta di un “portsweep”: i servizi possono registrare l'indirizzo IP del mittente e gli Intrusion Detection System sono in grado far scattare un allarme.

### SYN scan
SYN scan è un'altra forma di TCP scanning. Invece di utilizzare le funzioni di rete del sistema operativo, il port scan genera lui stesso pacchetti IP non validi, e monitora le risposte. Questo tipo di scansione è anche conosciuto come “half-open scanning”, perché in realtà non viene mai aperta completamente una connessione TCP. Il port scan genera un pacchetto SYN. Se la porta di destinazione è aperta, risponde con un pacchetto SYN-ACK. L'host scanner risponde con un pacchetto RST, così da chiudere la connessione prima che la three-way handshake sia completata. Se la porta è chiusa, ma non filtrata, l'obiettivo sarà di rispondere immediatamente con un pacchetto RST. In entrambi i casi la connessione non verrà mai completata e per questa ragione difficilmente comparirà nei file di log, anche se generalmente viene riconosciuta e registrata dagli IDS.
L'uso di reti “raw” ha diversi vantaggi, dando allo scan pieno controllo dei pacchetti inviati e dei timeout per le risposte, e viene fornito un rapporto dettagliato delle risposte. C'è un dibattito su quale scansione sia meno intrusiva sull'host di destinazione. SYN scan ha il vantaggio che i singoli servizi non ricevono effettivamente una connessione. Tuttavia, la RST durante la three-way handshake può causare problemi per alcune reti, in particolare nei dispositivi più semplici come le stampanti.

### UDP scan
È possibile utilizzare anche l'UDP scan, nonostante siano presenti vari problemi tecnici. UDP è un protocollo senza connessione, per questo motivo non esiste un equivalente al pacchetto TCP SYN. Tuttavia, se un pacchetto UDP viene inviato ad una porta che non è aperta, il sistema risponderà con un pacchetto ICMP tipo 3 codice 3 (port unreachable) o tipo 3 codice 13 (administratively prohibited). La maggior parte dei port scan UDP usano questo tipo di scansione, e utilizzano l'assenza di una risposta per dedurre l'apertura di una porta. Tuttavia, se una porta è bloccata da un firewall, questo metodo segnalerà erroneamente che la porta è aperta.
Un approccio alternativo è quello di inviare pacchetti UDP per applicazioni specifiche, nella speranza di generare una risposta a livello di applicazione. Per esempio, inviando una query DNS alla porta 53 si tradurrà in una risposta, se è presente un server DNS. Questo metodo è molto più affidabile per individuare porte aperte. Tuttavia, è limitato alla scansione delle porte per le quali è disponibile un pacchetto sonda tramite un'applicazione specifica. Alcuni tools (e.g. nmap) hanno generalmente sonde per meno di 20 servizi UDP, mentre alcuni tools commerciali (e.b. nessus) ne hanno fino a 70. In alcuni casi, un servizio può essere in ascolto su una determinata porta, ma configurato a non rispondere a un determinato pacchetto sonda.

### ACK scan
L'ACK scan è una delle scansioni più insolite, in quanto non si determina esattamente se la porta è aperta o chiusa, ma se una determinata porta è filtrata o non filtrata. Ciò è particolarmente utile quando si tenta di sondare se in un host è presente un firewall e le sue regole. I pacchetti inviati per effettuare l'ACK scanning hanno solamente il flag ACK abilitato e si avranno risposte con pacchetti RST solamente se le porte sono aperte o chiuse. In caso contrario, cioè se non arriva alcuna risposta o vengono restituiti errori ICMP, le porte vengono classificate come filtrate.

### Window scan
Questo tipo di scansione viene utilizzato molto raramente, a causa della sua natura obsoleta, poiché la Window scanning è piuttosto inaffidabile nel determinare se una porta è aperta o chiusa. Genera un pacchetto uguale all'ACK scan, ma controlla se il campo TCP Window del pacchetto RST di ritorno è stato modificato. Se ritorna una grandezza positiva per il campo Window allora la porta è aperta, se ritorna una grandezza pari a zero si ha una porta chiusa. Quindi al contrario dell'ACK scan che ad ogni pacchetto RST restituito dall'host cataloga la porta come non filtrata, questo scan determina se la porta è aperta o chiusa in base se il valore RST è positivo o pari a zero. Purtroppo il Window scan non è spesso affidabile poiché utilizza un'implementazione presente solamente in alcuni sistemi.

### FIN scan
Dal momento che SYN scan non è abbastanza efficiente, poiché i firewall, che vengono scansionati, bloccano pacchetti della forma del SYN scan, si può utilizzare FIN scan. I pacchetti FIN possono sorpassare i firewall senza apportare modifiche. Le porte chiuse rispondono a un pacchetto FIN con un pacchetto con RST attivo, mentre le porte aperte o filtrate ignorano direttamente il pacchetto FIN e non viene restituito alcun pacchetto in risposta. Purtroppo non è affidabile poiché sistemi come Windows, IRIX, Cisco e HP-UX rispondono sempre con un pacchetto con flag RST attivo.

### Altri tipi di scansioni
Esistono alcuni tipi di scansioni più insoliti. Questi hanno forti limitazioni e non sono utilizzati frequentemente. Nonostante ciò Nmap supporta la maggior parte di questi.
- X-mas e Null Scan: molto simili al FIN scanning, ma:[3]
  - X-mas invia pacchetti con flag FIN, URG e PUSH attivi come un albero di Natale,
  - Null non invia alcun bit, il TCP flag header è 0.
- Protocol scan: determina quali protocolli a livello IP (TCP, UDP, GRE, etc.) sono abilitati.
- Proxy scan: un proxy (SOCKS o HTTP) viene usato per eseguire la scansione. Sarà visualizzato l'indirizzo IP del proxy come source. Questa scansione può essere effettuata anche utilizzando alcuni server FTP.
- Idle scan: un altro metodo di scansione che permette di non rivelare il proprio indirizzo IP (scansione completamente invisibile).
- ICMP scan: determina se un host risponde alle richieste ICMP, come il ping.
- Decoy scan: tecnica che prevede di confondere amministratori o IDS inviando, assieme ai pacchetti di scansione, una gran numero di pacchetti fittizi con mittente IP modificato tramite spoofing.

## Filtraggio delle porte tramite ISP
Molti Internet service providers limitano la capacità dei loro clienti per eseguire scansioni delle porte verso host al di fuori delle reti domestiche. Questo è di solito coperto in termini di servizio o di policy di utilizzo con il quale il cliente deve essere d'accordo. Alcuni ISP implementano packet filters o proxy trasparenti che impediscono le richieste di servizio in uscita a determinate porte. Ad esempio, se un ISP fornisce un proxy HTTP trasparente sulla porta 80, con la scansione delle porte di qualsiasi indirizzo si avrà la porta 80 aperta, indipendentemente dalla configurazione attuale dell'host di destinazione.

## Etica
Le informazioni raccolte da un port scan possiedono molti usi legittimi, tra cui l'inventario della rete e la verifica della sicurezza di una rete. Port scanning può, tuttavia, anche essere utilizzato per compromettere la sicurezza. Molte imprese si affidano alle scansioni delle porte per trovare le porte aperte e inviare modelli di dati specifici, nel tentativo di innescare una condizione nota come buffer overflow. Tale comportamento può compromettere la sicurezza della rete e dei computer, con conseguente perdita ed esposizione di informazioni sensibili e l'impossibilità di lavorare.
Il livello di minaccia causato da un port scan può variare notevolmente a seconda del metodo utilizzato per la scansione, il tipo di porta scansionata, il suo numero e l'amministratore che controlla l'host. Ma un port scan è spesso visto come un primo passo per un possibile attacco, ed è quindi presa molto sul serio poiché può rivelare informazioni molto sensibili sull'host. Nonostante ciò, la probabilità che a seguito di un port scan si verifichi un vero e proprio attacco è molto piccola. La probabilità di un attacco è più elevata quando il port scan è associato ad una scansione con un vulnerability scanner.

## Implicazioni legali
A causa dell'architettura intrinsecamente aperta e decentralizzata di Internet, i legislatori hanno lottato sin dalla sua creazione per definirne i confini legali che permettano un efficace perseguimento dei crimini informatici. I casi che coinvolgono le attività di port scanning sono un esempio delle difficoltà incontrate nel giudicare tali violazioni. Anche se questi casi sono rari, la maggior parte delle volte il processo legale richiede che venga dimostrato l'intento di commettere un break-in o l'esistenza di accessi non autorizzati, piuttosto che l'esecuzione di un port scan.
- Nel giugno del 2003, il cittadino israeliano Avi Mizrahi, è stato accusato dalle autorità di Israele di aver provato ad accedere a materiale informatico per il quale non era autorizzato. Aveva scansionato il sito del Mossad. È stato assolto da tutte le accuse il 29 febbraio 2004. Il giudice ha stabilito che questo tipo di azioni non dovrebbero essere scoraggiate quando vengono svolte in modo positivo.[8]
- Un diciassettenne finlandese è stato accusato di aver tentato di accedere al network di una delle maggiori banche finlandesi nel 1998. Aveva effettuato un port scan nel network della banca per accedere ai network interni, senza successo. Il 9 aprile 2003, è stato condannato dalla Corte suprema della Finlandia e costretto a pagare US$12,000 per le spese di analisi forense da parte della banca.[9]
- Nel dicembre del 1999, Scott Moulton è stato arrestato dall'FBI con l'accusa di violazione del computer del Computer Systems Protection Act della Georgia e Computer Fraud and Abuse Act federale. In quel momento la sua società di servizi IT aveva un contratto in corso con Cherokee County in Georgia (Stati Uniti) per mantenere e migliorare il centro di sicurezza del locale servizio di emergenza. Effettuando diversi port scan sui server di Cherokee County per verificare la loro sicurezza e scansionando le porte di un server web monitorato da un'altra compagnia IT, aveva provocato uno scontro passato poi alle vie legali. Moulton è stato successivamente assolto nel 2000, quando il giudice ha sentenziato che non erano stati commessi danni atti a compromettere l'integrità e la disponibilità della rete.[10]
- Nel 2006, il Parlamento britannico ha votato un emendamento al Computer Misuse Act 1990 che definisce colpevole chiunque "makes, adapts, supplies or offers to supply any article knowing that it is designed or adapted for use in the course of or in connection with an offence under section 1 or 3 [of the CMA]”[11](faccia, si adatti, fornisca o offra qualsiasi articolo sapendo che è stato progettato o adottato per l'uso nel corso di o in connessione con un reato ai sensi dell'articolo 1 o 3 [del CMA]). Tuttavia, l'area d'effetto di questo emendamento è imprecisa, e pertanto è stato ampiamente criticato dagli esperti di sicurezza.[12]
- La Germania ha una legge in materia, il Strafgesetzbuch § 202a, b, c.
- Il Consiglio dell'Unione Europea, nel 2013, ha approvato una direttiva in materia.[13]

## Portscanner online
- Sygate Online Scan extended security check (Stealth Scan, Trojan Scan)
- Planet Security Firewall-Check Archiviato il 28 giugno 2006 in Internet Archive. Fast, extended check, checks currently high-endangered ports
- Crucialtests concise, incl. advisor
- ShieldsUP (Gibson Research Corporation) Quick Scanner, clearly laid out
- DerKeiler's Port Scanner You can only scan your IP, useful when you are in an internet cafe with many restrictions.
- AuditMyPC Free Port Scanning Can scan all 65535 ports.